# Charlie Sitton
Charles E. Sitton, detto Charlie (McMinnville, 3 luglio 1962), è un ex cestista statunitense, professionista nella NBA.

## Carriera
È stato selezionato dai Dallas Mavericks al secondo giro del Draft NBA 1984 (38ª scelta assoluta).
Con gli Stati Uniti ha disputato i Giochi panamericani di Caracas 1983.

## Palmarès
- McDonald's All American (1980)